# Micromonodon atlator
Micromonodon atlator är en stekelart som beskrevs av Aubert 1989. Micromonodon atlator ingår i släktet Micromonodon och familjen brokparasitsteklar. Inga underarter finns listade i Catalogue of Life.